# 鄧克林縣 (密蘇里州)
鄧克林县（英語：Dunklin County）是美国密蘇里州東南部的一個縣，西、南鄰阿肯色州，面積1,417平方公里。根據2020年美國人口普查，共有人口28,283人。縣治肯尼特（Kennett）。該縣成立於1845年2月14日，縣名紀念密蘇里州第五任州長丹尼爾·鄧克林。